# Earomyia tomskensis
Earomyia tomskensis är en tvåvingeart som beskrevs av Morge 1959. Earomyia tomskensis ingår i släktet Earomyia och familjen stjärtflugor. Inga underarter finns listade i Catalogue of Life.